# Idrætsbladet
Idrætsbladet var en sportsavis, udgivet af Politiken fra 1916 til 1956. Den kom for det meste én gang om ugen, i perioder dog op til tre gange. Blandt dens redaktører og medarbejdere var Emil Andersen (Mr. Smile), Magnus Simonsen, Evald Andersen, Gunnar "Nu" Hansen, Paul W. Svendsen og Carl Ettrup. I mange år var Frederik Bramming avisens faste tegner.
| Anime eller manga | Spire Denne artikel om medie og kommunikation er en spire som bør udbygges. Du er velkommen til at hjælpe Wikipedia ved at udvide den. |